# Ruth First
Ruth First (4 tháng 5 năm 1925 – 17 tháng 8 năm 1982) là một nhà hoạt động và học giả chống phân biệt chủng tộc người Nam Phi sinh ra ở Johannesburg, Nam Phi. Cô đã bị giết do một quả bom thư gửi riêng cho cô ở Mozambique, nơi cô làm việc lưu vong từ Nam Phi.

## Gia đình và giáo dục
Cha mẹ Do Thái của Ruth First, Julius First và Matilda Levetan, di cư đến Nam Phi từ Latvia năm 1906 và trở thành thành viên sáng lập của Đảng Cộng sản Nam Phi (CPSA), tiền thân của Đảng Cộng sản Nam Phi (SACP). Ruth First sinh năm 1925 và được nuôi dưỡng tại Johannesburg. Giống như cha mẹ của mình, cô gia nhập Đảng Cộng sản, liên minh với Đại hội Dân tộc Phi trong cuộc đấu tranh nhằm lật đổ chính phủ Nam Phi.
Khi còn là thiếu niên, lần đầu tiên học trường trung học dành cho nữ sinh Jeppe và sau đó trở thành người đầu tiên trong gia đình theo học đại học. Cô đã nhận bằng Cử nhân của Đại học Witwatersrand năm 1946. Khi còn ở trường đại học, cô phát hiện ra rằng "trong một khuôn viên Nam Phi, vấn đề sinh viên là vấn đề quốc gia". Cô đã tham gia vào việc thành lập Liên đoàn sinh viên tiến bộ, còn được gọi là Liên đoàn sinh viên tiến bộ, và được biết, trong số các sinh viên khác, Nelson Mandela, Tổng thống tương lai của Nam Phi, và Eduardo Mondlane, nhà lãnh đạo đầu tiên của phong trào tự do Mozambique FRELIMO.
Sau khi tốt nghiệp, Ruth First đã làm trợ lý nghiên cứu cho Ban phúc lợi xã hội của Hội đồng thành phố Johannesburg. Năm 1946, vị trí của cô trong Đảng Cộng sản đã được tăng lên đáng kể sau khi một loạt các cuộc đình công của công nhân mỏ trong đó các thành viên hàng đầu của Đảng bị bắt giữ. Đầu tiên Ruth First trở thành tổng biên tập của tờ báo cấp tiến The Guardian, sau đó bị nhà nước Nam Phi cấm. Năm 1949, cô kết hôn với Joe Slovo, một nhà hoạt động và cộng sản chống phân biệt chủng tộc Nam Phi, hai người có ba cô con gái, Shawn, Gillian và Robyn.
Ngoài công việc của mình với The Guardian và những người kế nhiệm, năm 1955 Ruth First còn đảm nhận vị trí biên tập viên của một tạp chí chính trị cấp tiến có tên Fighting Talk. Tuy nhiên, báo chí không phải là lối thoát duy nhất cho hoạt động chính trị của cô chống lại phân biệt chủng tộc. Ruth và chồng Slovo cũng là thành viên của Quốc hội Châu Phi, ngoài Đảng Cộng sản. Cô cũng đóng một vai trò tích cực trong các cuộc bạo loạn rộng lớn trong những năm 1950.